# Шандор Пінтер
Шандор Пінтер (угор. Sándor Pintér, нар. 18 липня 1950, Помаз) — угорський футболіст, що грав на позиції півзахисника. Футболіст року в Угорщині (1977)
Виступав, зокрема, за клуб «Гонвед», а також національну збірну Угорщини.

## Клубна кар'єра
У дорослому футболі дебютував 1967 року виступами за команду «Кошут КФСЕ», в якій провів три сезони у нижчих дивізіонах країни.
Своєю грою за цю команду привернув увагу представників тренерського штабу клубу «Гонвед», до складу якого приєднався 1970 року. Відіграв за клуб з Будапешта наступні дванадцять сезонів своєї ігрової кар'єри. Більшість часу, проведеного у складі «Гонведа», був основним гравцем команди. За цей час виборов титул чемпіона Угорщини в сезоні 1979/80. Загалом зіграв 252 гри в чемпіонаті, забивши 30 голів. Найкращий результаті він досяг у сезоні 1972/73, коли забив 7 голів. Він також зіграв 24 матчі у Кубку УЄФА (3 голи) та три матчі у Кубку володарів кубків УЄФА.
Завершив ігрову кар'єру у бельгійській команді «Антверпен», за яку виступав протягом 1982—1983 років.

## Виступи за збірну
26 березня 1975 року дебютував в офіційних матчах у складі національної збірної Угорщини в товариському матчі з Францією (2:0).
У складі збірної був учасником чемпіонату світу 1978 року в Аргентині, на якому зіграв у всіх трьох матчах проти Аргентини (1:2), Італії (1:3) та Франції (1:3), але Угорщина не подолала груповий етап.
Загалом протягом кар'єри у національній команді, яка тривала 4 роки, провів у її формі 39 матчів, забивши 2 голи.

## Титули і досягнення
- Чемпіон Угорщини (1):

«Гонвед»: 1979/80